# FC2WIKI
FC2WIKI（エフシーツーウィキ）とはFC2が運営するレンタルウィキサービスである。

## 特徴
- システムは独自開発のものを使用している。
- 開設や管理をするにはFC2 IDの取得が必要である。
- ページ上部にGUIのような「メニューバー」が表示され、ユーザーはそこから編集やアップロードなどを行う。（JavaScriptを使用する必要あり）

## 類似サービス
- Wiki3
- @wiki
- MyWiki
- WIKIWIKI.jp
- livedoor Wiki